# Aurora Gil (actriz)
Aurora Gil Castro (Tijuana, Baja California; 13 de enero de 1977) es una actriz mexicana, conocida por su interpretación de Josefina Aguilar en Señora Acero.

## Carrera
Empezó su carrera actoral con pequeñas participaciones en telenovelas y series como Ladrón de corazones, Las Aparicio, Emperatriz, entre otras. 
Entre el 2008 y 2012, interpreta a Yolanda Torres en Capadocia. 
En 2013, personifica a Romina en La patrona. 
Desde 2014 interpreta el papel de Josefina Aguilar en las cinco temporadas de Señora Acero.

## Filmografía

### Telenovelas/Series
- Quererlo todo (2020-2021) Julia
- Esta historia me suena (2020) - Gloria
- La usurpadora (2019) - Teresa Hernández
- Señora Acero (2014-2019) - Josefina Aguilar Bermúdez Vda. de Quintanilla[3]
- La patrona (2013) - Romina Romero
- Coleccionista (2014) - Clío
- Capadocia (2012) - Yolanda Torres
- Infames (2012) - Amanda Ortiz
- Emperatriz (2011) - Lulú
- Las Aparicio (2010) - Mara
- Bienes raíces (2010) - María Elena
- Los Plateados (2005) - Ángeles Villegas
- El alma herida (2003) - Martha
- Ladrón de corazones (2003) - Acompañante

### Programas
- Noches con Platanito (2015) - Ella misma - invitada
- Como dice el dicho (2013) Episodio: A lo hecho pecho - Irma

### Películas
- Las Aparicio (2015) - Mara
- El guapo (2007)
- Crímenes de lujuria (2009)
- Belzebuth (2019) Película de terror

### Cortometrajes
- Suda (2012)
- Perspire (2012)
- El corazón de Fanny (2004)